# Hermeto Pascoal
Hermeto Pascoal, (Lagoa da Canoa, 1936. június 22. –)  brazíl zeneszerző, szaxofonos, zongorista, dzsesszgitáros, énekes, dzsesszzenész; multiinstrumentalista.

## Pályafutása
Hermeto Pascoal Brazília északkeleti részén, Lagoa da Canoában született, valószínűleg 1936 júniusában. Apja kovács volt. Tíz évesen kezdett furulyán és harmonikán játszani, és hamarosan duóban lépett fel bátyjával, José Netóval. 1950-ben a család Recifebe költözött, ahol a két testvér együtt harmonikázott a helyi rádióállomásokon.
Hermeto profi karrierje 1964-ben kezdődött, amikor több brazil lemezen játszott. A mára klasszikusnak számító albumai és a rajtuk közreműködő zenészek − különösen Edu Lobo, Airto Moreira, Elis Regina, César Camargo Mariano − olyan új irányokat hoztak létre, amelyek nagy hatással voltak a bossanova utáni brazil dzsesszre.
Pascoal nemzetközileg azután vált ismertté, hogy Miles Davis 1970-ben meghívta a Live-Evil stúdióalbumra − amelyen több saját szerzeményét is eljátszotta. Miles Davis szerint Hermeto Pascoal „a világ leglenyűgözőbb zenésze”. A későbbi együttműködésekeiken olyan brazil zenészek is szerepeltek, mint Airto Moreira és Flora Purim.
Pascoal az 1970-es évek végétől főként saját együtteseivel lépett fel, számos rangos helyszínen játszott; a Montreux-i Jazz Fesztiválon 1979-ben.
Pascoal termékeny zenész zeneszerző − és kategorizáláshatatlan. Gyakran használ szokatlan eszközöket: teáskannát, gyerekjátékokat, műanyag dobozokat, itt-ott talált tárgyakat. A természetet használja kompozíciói alapjául, mint például a Música da Lagoában, amelyben a lagúnában elmerült zenészek buborékokat fújnak és furulyáznak. Energikus és virtuóz szólista, aki szinte bármilyen hangszeren könnyedén tud játszani: billentyűs hangszereken, bandoneonon, szaxofonon, gitáron, furulyán, különféle rézfúvós hangszereken, ütőhangszereken és különféle népi hangszereken. 1999-ben egy brazil televíziós műsorban egy csészébe énekelt bele úgy, hogy a szája részben víz alá merült.

## Albumok
- Planetário da Gávea (2022)
- Made of Music (2018)
- E sua visão original do forró (2018)
- Natureza Universal (2017)
- Viajando com o som (2017, 1976)
- No Mundo dos Sons (2017)
- The Monash Sessions (2013)
- Bodas de latão (2010, & Aline Morena)
- Chimarrão com rapadura (2006, & Aline Morena)
- Mundo verde esperança (2003)
- Eu e eles (1999)
- Festa dos deuses (1992)
- Por diferentes caminhos (1988)
- Só não toca quem não quer (1987)
- Brasil universo (1986)
- Lagoa da Canoa, Município de Arapiraca (1984)
- Hermeto Pascoal & Grupo (1982)
- Cerébro magnético (1980)
- Ao vivo Montreux-i Jazz Fesztivál (1979)
- Zabumbê-bum-á (1979)
- Trindade (1977)
- Missa dos escravos (1976)
- A música livre de Hermeto Pascoal (1973)
- Hermeto (1970)

- Brasil Musical − Série Música Viva − Pau Brasil E Hermeto Pascoal (1996)
- Instrumental No Ccbb − Renato Borghetti & Hermeto Pascoal (1993)
- Stone Alliance − Hermeto, Márcio Montarroyos (1980)
- Seeds On The Ground − The Natural Sounds Of Airto (1971)
- Natural Feelings (1970)